# نوک‌بزرگ سائوتومه
نوک‌بزرگ سائوتومه (Crithagra concolor) بزرگ‌ترین عضو از سردهٔ قناری‌های Crithagra است، ۵۰٪ سنگین‌تر از بزرگ‌ترین گونه قناری بعدی، و دارای یک منقار توده‌ای برای عضوی از آن سرده است. بومی جزیره سائوتومه است.